# 中日学院
中日学院，也称天津中日中学校，前身是天津同文书院，是日本東亞同文會于1921年12月经过中、日两国政府批准创办的、以招收中国学生为目的学校，规模和影响仅次于上海的东亚同文书院大学，也是日本东亚同文会在华北地区创办的惟一学校。1945年，日本战败后，该校停止运作，校舍、土地被中国政府接收。

## 历史

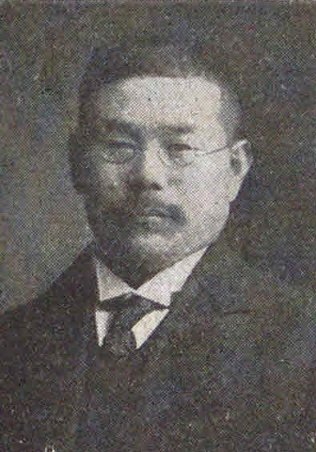
考察选址建立同文书院的柏原文太郎

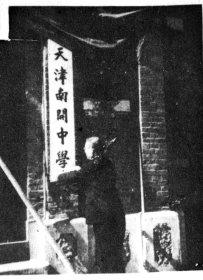
1945年10月17日，天津南开中学在在中日学院旧址复校，喻传鉴悬挂校牌

1919年，日本帝国议会通过决议委托东亚同文会在中国举办教育，亲华派众议员柏原文太郎出任创建委员会负责人。
当时，初定选择广东、上海兴建学校。1920年春，東亞同文會理事柏原文太郎考察办学地点时，改为选址华北、华中。原华北地区的首选是北京，但北京通货膨胀严重，仅购置土地价款即超出整体建设款项，转而选择天津南门外海光寺徐湖圈（今南开区西湖村）一带，毗邻天津日租界的土地。
1921年10月1日，天津同文书院成立，柏原文太郎将该日定位建校纪念日，同时将管理学院的工作全部由创建委员会移交给该院干事管理。范源濂、沈兼士、张庭芝等人参与创办。同年，12月18日举行开学典礼。
1925年12月20日，在北京召开中日教育会，决定天津同文书院改组为中日学院。
1926年，天津同文书院改组成立为中日学院。
1945年，日本战败后，中日学院停止运作。

## 后续
1945年10月17日，天津南开中学利用中日学院校舍作为临时校舍在天津复校。
此后，校舍旧址辗转作为天津中医药大学双峰道校区校址，部分土地现为天津大学卫津路校区使用。